# McGrath (Minnesota)
McGrath – miasto w Stanach Zjednoczonych, w stanie Minnesota, w hrabstwie Aitkin.